# مايك سميث (لاعب كريكت)
مايك سميث (1 أكتوبر 1967 في المملكة المتحدة - ) (بالإنجليزية: Mike Smith)‏ هو لاعب كريكت بريطاني. شارك مع منتخب إنجلترا للكريكت.

## وصلات خارجية
- أندرو سميث على موقع إي آس بي آن كريك إنفو (الإنجليزية)